# Henry Collen
Pour les articles homonymes, voir Collen.
Henry Collen, né le 9 octobre 1797 dans le Middlesex et mort le  8 mai 1879 à Brighton, est un portraitiste miniaturiste anglais de la reine Victoria du Royaume-Uni et de la duchesse de Kent. Plus tard dans sa vie, il se tourne vers la photographie et est le premier calotypiste professionnel à Londres.

## Portraitiste
Henry Collen naît le 9 octobre 1797 et est baptisé à St Pancras, Middlesex. À l'âge de 29 ans, il épouse Ellen Dison, née en 1805 et ayant passé son enfance en Irlande. Ils se marient le 12 août 1826 à Maghera dans le comté de Londonderry en Irlande.
Henry Collen apprend à peindre à la Royal Academy et, à partir de 1819, sous la tutelle de Sir George Hayter dont la famille est, et reste des amis proches de la famille Collen. En fait, dans ses lettres, Ellen déclare qu'elle a rencontré Henry chez John Hayter, le frère cadet de Sir George, également peintre prolifique. Henry Collen est le parrain du troisième fils de Sir George Hayter, Angelo Collen Hayter (1819–1898), qui est un peintre amateur et Sir George Hayter est le parrain du fils de Henry Edwin (1843–1911), qui est baptisé Edwin Henry Hayter Collen[réf. nécessaire]
« Dans les années 30, Henry Collen connait personnellement la jeune princesse Victoria, étant son professeur de dessin et son portraitiste miniature... Pour son quatorzième anniversaire, le 24 mai 1833, Victoria reçoit un «petit tableau pour mon album» de Collen et, à au moins deux reprises, elle s'assit pour son portrait :145–150 »
Henry Collen gagne modestement sa vie en tant que portraitiste à Londres au milieu du XIXe siècle. Entre 1820 et 1872, il expose au moins une centaine de tableaux à la Royal Academy et à la SBA, et en 1821, il remporte une médaille d'argent à la Royal Academy.
L'un des quatre portraits de Henry Collen est celui d'un John Avery intitulé "Surgeon", qui est une miniature à l'aquarelle sur ivoire, ne mesurant que 8" × 53⁄4". Cette pièce est exposée au château de Bodelwyddan, tout comme deux autres œuvres, une peinture à l'huile sur panneau de Robert Vernon par George Jones et Henry Collen, peinte en 1848 et un portrait de Henry Bickersteth, baron Langdale, peint en 1829, intitulé "Master of the Roles". Cette pièce est également une miniature à l'aquarelle sur ivoire et mesurant seulement 47⁄8" × 37⁄8. Il y a deux tableaux de Charles Mayne Young. L'autre est une mezzotinte publiée en 1826 mais qui n'est pas exposée. Une autre pièce qui n'est pas exposée est une gravure au pointillé de Jane Elizabeth, comtesse d'Ellenborough, publiée en 1829. En tout, six portraits qui sont accrochés dans le NPG sont donc "associés" à Henry Collen.
Le Victoria and Albert Museum a une miniature d'un homme, mesurant 47⁄8 in. × 33⁄4in., signée H. Collen / 1846, H et C étant séparé. La National Portrait Gallery possède une miniature du baron Langdale par Collen, 1829. La Wallace Collection a une miniature de Sarah la comtesse de Warwick par Collen, 1825, d'après Hayter. Au château de Windsor se trouvent plusieurs miniatures de Collen, dont des portraits de la duchesse de Kent (1829) et de Lady Catherine Vernon Harcourt (1838). L'une d'entre elles est une copie d'après Hayter. Le duc de Northumberland a une miniature de Lady Margaret Percy par Collen.
D'aprèsThird Portion of a Catalogue of Pictures.... Duke of Bedford de G. Scharf, 1878, p. 109 : « Le Duc de Bedford a une miniature ovale d'une dame, d'environ 35/8 in. × 27/8 in., signée au recto par une griffure "H Collen 1840" (le H et le C ne formant pas un monogramme) et inscrite au verso "1840/peint par Henry Collen/peintre miniature à/ La Reine et S.A.R. la Duchesse de Kent/29 Somerset St /Portman Square/Londres". Le traitement est plus large que pour beaucoup de ses œuvres antérieures. » Le British Museum possède quelques portraits gravés de Collen.
Henry Collen travaille en compagnie de nombreux artistes respectés dans le Londres du milieu du XIXe siècle, ainsi que d'importants scientifiques de son époque. Il collabore au début des années 1840 avec le célèbre astronome John Frederick William Herschel. Il s'est peut-être associé à l'artiste Thomas Sully et à sa femme. En plus d'être proches de la famille Hayter, qui sont déjà des artistes établis, Henry et Ellen sont également des amis proches d'Edwin Landseer, le célèbre peintre d'animaux et de paysages pastoraux anglais ainsi que le concepteur des quatre lions de bronze à la base de La colonne Nelson à Trafalgar Square à Londres. Landseer est le parrain du fils unique de Henry, Edwin. Dans le livre de correspondance imprimée entre Ellen et Edwin Collen, intitulé Lettres de ma mère, Ellen mentionne que Landseer avait envoyé une note et un cadeau au baptême d'Edwin. Elle mentionne également avoir assisté aux funérailles de Charles Landseer.

## Photographe de portrait
Dans les années 1840, Henry Collen devient un portraitiste de renom. C'est également à cette époque que son travail photographique est connu. En mars 1840, Collen s'intéresse à l'expérimentation de l'électrotypage de plaques de daguerréotype à des fins d'impression. Au printemps, il expérimente de manière intensive les procédés de calotypie, les lentilles, le papier, etc. (Schaaf).
Le calotype est un des premiers procédés photographiques mis au point par Henry Fox Talbot, un collègue de Collen. Talbot apporte les connaissances photographiques et Collen le savoir-faire artistique. Dans un article intitulé "La photographie dans les années 1840", Peter Marshall décrit la distinction entre daguerréotypes et calotypes. "Le daguerréotype s'est rapidement répandu dans le monde entier... Il y avait certaines limites à sa diffusion.". Le procédé de Daguerre est quelque peu limité par son brevet antérieur au Royaume-Uni, et donc seuls les professionnels qui peuvent se permettre une licence sont en mesure de le faire. Entre-temps, Talbot fait breveter son procédé de calotypage au Royaume-Uni et aux États-Unis, mais il ne peut obtenir de brevet en France, ce qui limite également sa croissance. Par ailleurs, Marshall déclare : "En général, la plupart des photographes professionnels ont utilisé le procédé du daguerréotype dans les années 1840, alors que le calotype était généralement préféré par ceux qui ne cherchaient pas à gagner un revenu". (Un tableau décrivant les différences entre les calotypes et les daguerréotypes est inclus en annexe).
En août 1841, Fox Talbot accorde à Henry Collen la licence de premier photographe ou calotypiste professionnel:34.

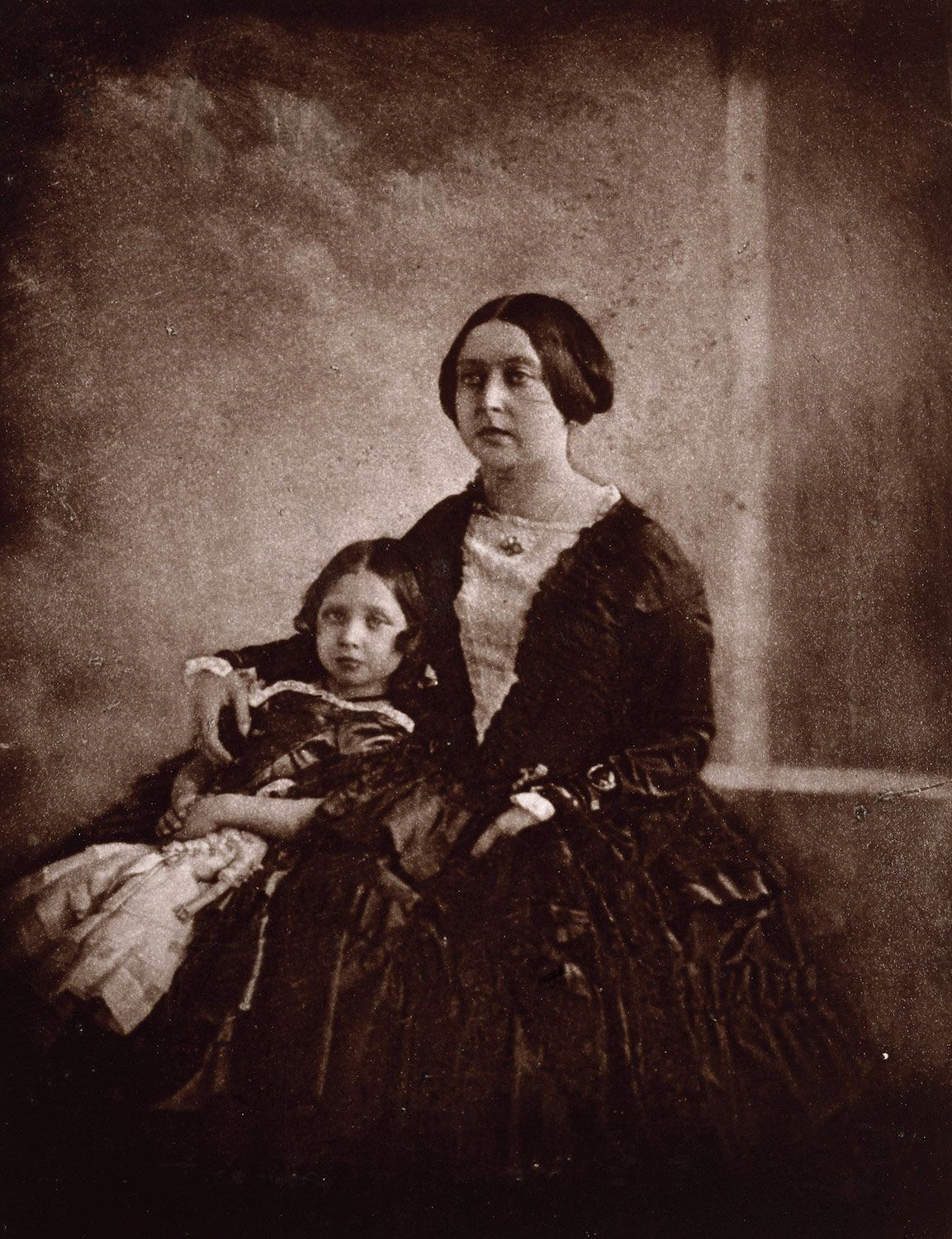
La reine Victoria avec sa fille, prise par Henry Collen en 1844.

Il s'installe ensuite comme portraitiste de calotype en août 1841, dans ce qui est probablement le premier studio de portrait de calotype, au 29 Somerset Street, Portman Square, Londres (entre Oxford Street et Manchester Square), près de l'actuelle vue de Selfridge's. "Les licences étaient chères. Talbot prenait 30 % des recettes de Collen pour son utilisation du procédé" (Marshall). Henry a reçu des réponses favorables de ses collègues quant à la qualité de ses portraits. Il a réalisé environ un millier de portraits en utilisant le procédé de calotypie. "Les miniatures photographiques de Collen étaient un compromis entre l'ancien art de la peinture en miniature et le nouvel art de la photographie - il s'agissait de photographies en papier surpeint. La plus ancienne photographie de la reine Victoria qui existe encore a presque certainement été prise par Collen en 1844 ou 1845". (Bill Jay)
Robert A. Sobieszek a dit ceci sur la photographie et Henry Collen dans l'Angleterre victorienne : « À l'époque victorienne, les photographies artistiques étaient habituellement jugées sur quatre points :
Premièrement, elles étaient des répliques exactes de la forme et de l'apparence de la nature.
Deuxièmement, elles devaient communiquer le "sentiment, la sensation ou les sensations de la Nature" et être capables de provoquer des réactions émotionnelles similaires.
Troisièmement, et de façon plus vague, la photographie artistique devait enregistrer les expressions et les impressions romantiques de cette même Nature.
Et, quatrièmement, la photographie finale devait être formellement et spirituellement parfaite, reflétant les perfections de la Nature.
Les paysages de Roger Fenton et de Francis Frith, et les portraits d' Antoine Claudet et de Henry Collen... sont des applications claires et certaines des prescriptions ci-dessus à la prise d'images photographiques. (Sobieszek) » Le trait distinctif des portraits photographiques d'Henry Collen sont le fait qu'en tant qu'artiste, il peut retoucher ses portraits avec de la peinture. Lorsqu'il les met en valeur avec de la peinture, il peut les faire payer un peu plus cher. Malheureusement, au fil du temps, l'argent des photographies se décolore, mais pas la peinture, de sorte que les portraits ont un aspect inégal, exagéré, délavé et parfois tacheté. On pense que c'est l'une des raisons pour lesquelles le travail de Collen en photographie n'a pas été reconnu comme il aurait pu l'être si les portraits étaient restés intacts.

## Photographie scientifique
Dans la période 1844-1846, Collen a des contacts avec l'inventeur Francis Ronalds, directeur honoraire de l'observatoire de Kew. Ronalds développe des machines permettant d'enregistrer en continu les variations des paramètres météorologiques à l'aide de la photographie. Collen a en fait publié le premier article écrit sur ces instruments. Ronalds déclare que "Collen revendique injustement une part de mes inventions"; il estimait que les conseils que Collen lui avait donnés ne concernaient que les techniques de traitement photographique,. Ronalds construit ensuite et décrit différentes machines d'enregistrement photographique dans une série de rapports et de documents, qui sont utilisées dans des observatoires du monde entier jusqu'à une bonne partie du XXe siècle.

## Photocopieur
À la fin des années 1970, Larry Schaaf a écrit sur les contributions d'Henry Collen au domaine de la photographie à ses débuts à Londres au XIXe siècle. Schaaf part du principe que le travail de Collen est effectivement remarquable, et qu'il a peut-être été éclipsé par les travaux antérieurs de William Henry Fox Talbot dans le même domaine. Les informations présentées dans les pages suivantes proviennent de l'article de M. Schaaf intitulé «Henry Collen and the Treaty of Nanking », paru dans The History of Photography, un trimestriel international, octobre 1982.
Le traité de Nankin est signé le 29 août 1842. Ce traité marque la fin des "guerres de l'opium" entre la Chine et l'Angleterre. Il cède également l'île de Hong Kong à l'Angleterre et revêt d'une grande importance commerciale et psychologique pour l'Empire britannique. La photographie n'en est qu'à ses débuts. La méthode de Daguerre avait la "capacité d'enregistrer les détails les plus fins" mais n'aurait fourni "qu'une petite plaque de métal comme fac-similé du papier de riz". Le procédé de Talbot était bien plus adapté à la copie du traité original, et les autorités se sont donc tournées vers le premier homme autorisé à exercer à Londres" et l'homme qui avait le savoir-faire pour faire la copie photographique du traité de 1,2 m (4 pieds) de long (Schaaf)
Selon Schaaf, "Henry Collen était dans la position unique de posséder les droits de brevet et d'avoir accès aux cercles du pouvoir. En tant que peintre de miniatures pour la Reine, il aurait été en mesure de discuter d'un tel projet avec les personnes appropriées..."
Le jour de Noël, Collen a produit au moins deux copies photographiques du document original de 1,2 m de long écrit à la main à l'encre. "Copier un document d'un mètre de long avec des lettres délicates sur les bords serait assez difficile, surtout en 1842" (Schaaf). Il poursuit en déclarant qu'il pense que Collen mérite une étude beaucoup plus approfondie que celle qui lui avait été donnée à cette date.
Depuis que Larry Schaaf a écrit son article de 1982 sur le Traité de Nankin, R. Derek Wood a écrit un autre article intitulé "Photocopier le Traité de Nankin en janvier 1843". Dans cet article, Wood inclut de nouvelles informations sur le nombre de copies produites par Henry Collen et leur localisation. Il semble que le traité original ait été apporté à Londres pour la signature de la reine après que Collen en ait fait la copie. À la dernière minute, il a été décidé qu'une copie supplémentaire devait être faite pour être accrochée au palais de Buckingham, cc'est pourquoi Collen y travaillait le jour de Noël. Wood pense que trois copies ont été faites en tout. On pense que la copie qui était accrochée au palais a été jetée, mais il existe une copie au Musée international de la photographie et du film de la George Eastman House à Rochester, New York.Il s'agit d'un livre de 22 et 16 pages en anglais et en chinois, respectivement, relié en cuir. (voir photo) L'article de M. Wood décrypte le long voyage de cette copie et l'emplacement du document chinois original. Les copies de Collen ont été emmenées en Chine, mais en 1877, l'original n'a pu être localisé. Il semble que dans les tout derniers jours de juin 1997, alors que Hong Kong était rétrocédé à la république populaire de Chine, une annonce a été faite sur.... pour révéler que les forces nationalistes chinoises de Tchang Kaï-chek avaient secrètement pris le traité original de Nankin lorsqu'elles se sont retirées de Chine à Taiwan en 1949. Et les documents ont été cachés dans une chambre forte scellée du ministère des affaires étrangères de Taïwan. (Wood)
Entre-temps, en 1952, la George Eastman House a été proposée à l'achat d'un des exemplaires de Henry Collen à un marchand de livres rares en Californie. On ne savait pas comment ce marchand avait obtenu cet exemplaire.
L'article de Wood comprend également des copies de factures pour les coûts de production et des copies du traité (inclus dans l'annexe).
En tout cas, même après des avancées apparemment si importantes dans le domaine naissant de la photographie, Henry Collen devait encore faire face à des obstacles insurmontables dans ses tentatives pour faire de la photographie une profession financièrement viable. Le problème était en partie dû à la nature de sa relation avec Talbot.
La relation entre Henry Collen et Henry Talbot semble assez complexe. Ils étaient probablement de bons amis. Talbot est à l'origine du procédé de calotypage et a autorisé Collen à le pratiquer. Henry a payé à Talbot une part équitable de ses bénéfices. Collen a travaillé pour perfectionner le procédé et a investi un temps et une énergie considérables dans ce travail. C'est pour cette raison qu'il voulait que Talbot lui accorde des droits de protection par brevet. Talbot s'est enlisé dans ce domaine. Comme mentionné précédemment, Talbot avait les connaissances scientifiques et Collen les connaissances artistiques, mais pour une raison quelconque, Talbot n'a pas exploité les possibilités commerciales liées au processus de caloyfication. Lorsque Collen fut invité à photographier le traité de Nankin, la femme de Talbot se lamenta plus tard sur la raison pour laquelle Talbot lui-même n'avait pas fait le travail "pour sa Majesté". (Schaaf).
Schaaf affirme également que Talbot, pour une raison quelconque, n'a pas partagé toute son expertise avec Collen, et qu'à un certain moment, le manque de savoir-faire scientifique de Henry a limité sa capacité à poursuivre ses expériences. Henry Collen avait réalisé plus de mille portraits au calotype, mais n'avait été rémunéré que pour 265 d'entre eux. Il n'était pas rentable pour Collen ou Talbot de continuer. Il mit fin à son activité de calotypiste en 1844 et se retira à St. Albans en 1861. Albans en 1861. Il avait photographié certaines des personnes les plus importantes de son époque et son travail photographique était suffisamment respecté pour être accroché au palais de Buckingham.
Les plus grandes collections de ses œuvres photographiques se trouvent à la George Eastman House à Rochester, N.Y. et au  Science Museum de Londres, ainsi qu'au Fox Talbot Museum et à la Royal Photographic Society.
Malgré une carrière photographique malheureusement écourtée, Henry Collen est mentionné et publié dans diverses revues de photographie et de science (voir annexe).

### Portraits
- « Victoria, duchesse de Kent (1786–1861) »
- « Princesse Charlotte de Galles (1796–1817) »
- « Léopold Ier, roi des Belges (1790–1865) »
- " National Portrait Gallery, 7 portraits "
- " Demandez à Art-The Artist's Blue Book "
- " Henry Collen sur ArtNet "

### Photographie
- " PhotoLondon, Biographie "
- "La reine Victoria avec sa fille, Victoria, princesse royale "
- " Photocopiant le Traité de Nankin en janvier 1843, R. Derek Wood "
- " John George Children, scientifique anglais, vers 1841. "
- " Deuxième passion de la reine Victoria, par Bill Jay "
- "La Chine et les Chinois dans les premières photographies "
- " La photographie peinte par Heinz K. Henisch "
- " Jeune garçon, 1863 "
- " Jeune fille, 1863 "